# Geographische Zeitschrift
Die Geographische Zeitschrift ist eine deutsche Fachzeitschrift für Geographie. Sie wurde 1895 auf Initiative von Alfred Hettner gegründet, der anschließend als Herausgeber und Miteigentümer der Zeitschrift fungierte. Spätere Herausgeber waren Heinrich Schmitthenner und Albert Kolb. Die Zeitschrift erscheint derzeit vierteljährlich.